# Distrikt Tabalosos
Der Distrikt Tabalosos liegt in der Provinz Lamas in der Region San Martín im zentralen Norden von Peru. Der Distrikt wurde am 25. November 1876 gegründet. Er besitzt eine Fläche von 362 km². Beim Zensus 2017 wurden 14.238 Einwohner gezählt. Im Jahr 1993 lag die Einwohnerzahl bei 11.086, im Jahr 2007 bei 12.645. Sitz der Distriktverwaltung ist die 589 m hoch gelegene Kleinstadt Tabalosos mit 7936 Einwohnern (Stand 2017). Tabalosos befindet sich 13 km westnordwestlich der Provinzhauptstadt Lamas.

## Geographische Lage
Der Distrikt Tabalosos befindet sich in den östlichen Voranden im Westen der Provinz Lamas. Der Río Mayo fließt entlang der östlichen Distriktgrenze in Richtung Südsüdost. Die Nationalstraße 5N von Moyobamba nach Tarapoto führt durch den Distrikt.
Der Distrikt Tabalosos grenzt im Südwesten an die Distrikte San José de Sisa, Shatoja und San Martín (alle drei in der Provinz El Dorado), im Nordwesten an den Distrikt Alonso de Alvarado, im Nordosten an den Distrikt Pinto Recodo, im Osten an den Distrikt Shanao sowie im Südosten an den Distrikt Zapatero.

## Ortschaften
Im Distrikt gibt es neben dem Hauptort folgende größere Ortschaften:
- Alto Progreso de Almendrillo (226 Einwohner)
- Estancia (343 Einwohner)
- Hugurahui Pampa (454 Einwohner)
- Nuevo Continente (281 Einwohner)
- Nuevo San Martín
- Panjuy (431 Einwohner)
- San Miguel del Río Mayo (2015 Einwohner)
- Valle del Chinao (274 Einwohner)